# Tênis em cadeira de rodas nos Jogos Parapan-Americanos de 2019
As competições de tênis em cadeira de rodas nos Jogos Parapan-Americanos de 2019 foram realizadas em Lima, entre os dias 24 e 30 de agosto no Club Lawn Tennis de La Exposición, em Lima. Foram disputados os torneios individual e em duplas masculino e feminino Open e o torneio individual Quad (pela primeira vez nos Jogos Parapan-Americanos), totalizando cinco eventos, com 44 atletas de 14 países competindo.
Na classe Open, competem os atletas diagnosticados com deficiência permanente nos membros inferiores e movimentação normal nos braços. Já na Quad, os tenistas têm deficiências em três ou mais extremidades do corpo, ou seja, movimentos das pernas e braços limitados e dificuldades para segurar a raquete.

## Medalhistas[3]
Os medalhistas parapan-americanos foram:
| Evento            | Ouro                                            | Prata                                                | Bronze                                        |
| ----------------- | ----------------------------------------------- | ---------------------------------------------------- | --------------------------------------------- |
| Simples masculino | Gustavo Fernandéz ARG Argentina                 | Agustin Ledesma ARG Argentina                        | Daniel Rodrigues BRA Brasil                   |
| Duplas masculino  | Gustavo Fernandéz Agustin Ledesma ARG Argentina | Christopher Herman Casey Ratzlaff USA Estados Unidos | Alexandre Cataldo Diego Pérez CHI Chile       |
| Simples feminino  | Angelica Bernal COL Colômbia                    | Macarena Cabrillana CHI Chile                        | Dana Mathewson USA Estados Unidos             |
| Duplas feminino   | Emmy Kaiser Dana Mathewson USA Estados Unidos   | Angelica Bernal Johana Martínez COL Colômbia         | Nicole Maria Dhers Maria Moreno ARG Argentina |
| Simples Quad      | Robert Shaw CAN Canadá                          | David Wagner USA Estados Unidos                      | Bryan Barten USA Estados Unidos               |

## Quadro de medalhas
| Ordem | País               | Medalha de ouro | Medalha de prata | Medalha de bronze | Total |
| ----- | ------------------ | --------------- | ---------------- | ----------------- | ----- |
| 1     | ARG Argentina      | 2               | 1                | 1                 | 4     |
| 2     | USA Estados Unidos | 1               | 2                | 2                 | 5     |
| 3     | COL Colômbia       | 1               | 1                |                   | 2     |
| 4     | CAN Canadá         | 1               |                  |                   | 1     |
| 5     | CHI Chile          |                 | 1                | 1                 | 2     |
| 6     | BRA Brasil         |                 |                  | 1                 | 1     |
| TOTAL | TOTAL              | 5               | 5                | 5                 | 15    |